# Amauronematus miltonotus
Amauronematus miltonotus är en stekelart som först beskrevs av Ernst Gustav Zaddach 1883.  Amauronematus miltonotus ingår i släktet Amauronematus, och familjen bladsteklar. Arten är reproducerande i Sverige.